# Poison's Greatest Hits: 1986–1996
Poison's Greatest Hits: 1986–1996 es el primer álbum recopilatorio de la banda Poison, publicado el 26 de noviembre de 1996 por Capitol Records. Contiene 16 canciones de los primeros cuatro álbumes de estudio de la banda: Look What the Cat Dragged In, Open Up and Say... Ahh!, Flesh & Blood y Native Tongue. También del álbum doble en vivo Swallow This Live. 
Incluye la mayoría de los sencillos de Poison, los cuales alcanzaron calificación dentro de las listas Billboard Hot 100 y Mainstream rock.

## Listado de temas
1. "Nothin' but a Good Time"
  - (Open Up and Say... Ahh!)
2. "Talk Dirty to Me"
  - (Look What the Cat Dragged In)
3. "Unskinny Bop"
  - (Flesh & Blood)
4. "Every Rose Has Its Thorn"
  - (Open Up and Say... Ahh!)
5. "Fallen Angel"
  - (Open Up and Say... Ahh!)
6. "I Won't Forget You"
  - (Look What the Cat Dragged In)
7. "Stand"
  - (Native Tongue)
8. "Ride the Wind"
  - (Flesh & Blood)
9. "Look What the Cat Dragged In"
  - (Look What the Cat Dragged In)
10. "I Want Action"
  - (Look What the Cat Dragged In)
11. "Life Goes On"
  - (Flesh & Blood)
12. "(Flesh & Blood) Sacrifice"
  - (Flesh & Blood)
13. "Cry Tough"
  - (Look What the Cat Dragged In)
14. "Your Mama Don't Dance"
  - (Open Up and Say... Ahh!)
15. "So Tell Me Why"
  - (Swallow This Live)
16. "Something to Believe In"
  - (Flesh & Blood)
17. "Sexual Thing"
  - (Nueva canción - 1996)
18. "Lay Your Body Down"
  - (Nueva canción - 1996)

## Personal
- Bret Michaels - Voz
- C.C. DeVille - Guitarra líder en los temas 1-6, 8-16
- Bobby Dall - Bajo
- Rikki Rockett - Batería
- Richie Kotzen - Guitarra líder en el tema 7
- Blues Saraceno - Guitarra líder en los temas 17 y 18

- Datos: Q2562568